# Клевер (игра)
Кле́вер —  массовая многопользовательская онлайн-викторина с призами. Игра стартовала 14 марта 2018 года; она была аналогом популярной в США викторины HQ Trivia и закончилась 31 декабря 2018 года (15:35) МСК.

## История
Игру создала «Творческая лаборатория Ивана Урганта» совместно с командой ВКонтакте. Приложение игры бесплатно распространяется через Google Play Маркет и Apple App Store; запуск на PC возможен через эмулятор смартфона. Игра проводилась два раза по будням в 13:00 и 20:00 и один раз по выходным в 20:00 (по московскому времени). Призовой фонд одной игры изначально составлял от 15 000₽ до 30 000₽, но со временем с применением средств спонсоров фонд вышел на минимальное значение в 50 000₽ — что официально закрепили в правилах игры. Повышенный призовой фонд обычно составлял 150 000₽ по воскресеньям, 200 000₽ в играх с участием приглашённого ведущего и от 100 000 до 1 000 000₽ в спонсорских играх.
27 декабря в официальной группе было объявлено, что 31 декабря будет проведена последняя игра и проект будет переведён в новый формат. Вероятная причина — массовое снижение аудитории, поскольку если на апрель 2018 г. аудитория колебалась в районе 500-700 тысяч человек, то на конец этого же года она была снижена до 30-50 тысяч.

## Правила
Каждый сеанс игры длился до 20 минут. Каждому успевшему к началу игры игроку нужно было правильно ответить на 12 вопросов (в воскресных играх — 15 вопросов) с тремя вариантами ответа. Для ответа на каждый вопрос предоставлялось 10 секунд; ответив на любой вопрос неправильно, игрок выбывал из игры (один раз за игру участнику можно было воспользоваться «дополнительной жизнью»).
Игроки, правильно ответившие на все вопросы, поровну делили разыгрываемый денежный фонд. Выигрыш от 1 рубля игрок вручную выводил на свой счёт через платёжную систему VK Pay.

## Дополнительный сервис
- В строках ответа показывались иконки друзей из социальной сети ВКонтакте, также играющих в игру:
  - Вначале этой функции не было.
  - Позже — автоматически.
  - Ещё позже — за 299 клеверсов.
- С расширением функциональности приложения появилось дополнительное меню, которое открывалось при нажатии на три полоски в левом нижнем углу экрана или свайпе вправо. В данном меню можно было:
  - Увидеть друзей из ВКонтакте, «сидящих в игре» на данный момент и отправить push-уведомление отсутствующим.
  - Отключить чат или перевести его в режим «Только комментарии друзей».
  - Снизить качество изображения видео (с целью экономии мобильного трафика).
- «Дополнительную жизнь» можно было или купить за клеверсы, или получить её как награду за посещения без перерывов (хотя бы раз в сутки) — 3 жизни за неделю игр без перерыва.

### Клеверсы
Клеверсы — это внутриигровая «валюта» игры, которая была введена 24 мая 2018 года; получали её разными способами:
- за регулярный вход в игру (от 50 до 200 клеверсов и от 1 до 3 жизней),
- за правильный ответ — даже после вылета из игры (20 клеверсов),
- за то, что досмотрели игру до конца (30 клеверсов),
- за победу в игре (200 клеверсов),
- за приглашение друга (2 клеверса за каждого, не более 50 друзей),
- за включение уведомления в сообществе Клевера ВКонтакте (50 клеверсов, только один раз),
- за бамп с другими игроками (50 клеверсов за друга, максимально — 1000 клеверсов в неделю),
- за вступление в группу партнёра игры (от 100 клеверсов, только один раз).

За клеверсы можно было купить:
- дополнительную жизнь (299 клеверсов),
- возможность видеть ответы друзей (299 клеверсов),
- специальный купон на скидку или подарок от спонсоров,
- платный набор стикеров, продававшийся за голоса ВКонтакте.

### «Клевер Бой»
С появлением версии 3.0 был введён новый формат игры — «Клевер Бой». Игра представляет собой дуэль между другом или случайным соперником в викторине из семи вопросов. На ответ на каждый вопрос отводится 10 секунд. Игроку начисляются баллы за правильный ответ и скорость дачи ответа. Выигрывает тот, кто набрал наибольшее количество баллов.
- Если игрок выиграет семь дуэлей со случайными игроками, то получает возможность сыграть дополнительную дуэль за один из ранее выбранных призов из каталога.
- Также игрок может вызвать на бесплатную (без использования клеверсов) дуэль своего друга.

## Ведущие

### Постоянные
- Артём Мовчан
- Артём Хворостухин
- Натали Веда
- Владимир Маркони
- Ирина Чеснокова

### Приглашённые
- Иван Ургант (25 марта 2018, 13 мая 2018)
- Джиган (1 апреля 2018)
- Дмитрий Дюжев (12 апреля 2018)[2]
- Дмитрий Хрусталёв (16 апреля 2018)
- Ёлка (17 апреля 2018)
- Юлия Топольницкая (20 мая 2018)
- Бригада У (6 июня 2018)
- Илья Соболев (11 июня 2018)
- Алла Михеева (8 июля 2018)
- Manizha (24 июля 2018, совместно с Артёмом Мовчаном)
- Специальные игры в рамках фестиваля VK Fest в Санкт-Петербурге:[3]
  - 28 июля 2018:
    - Эльдар Джарахов
    - Стас Давыдов

  - 29 июля 2018:
    - Big Russian Boss
    - Гусейн Гасанов
- Яна Чурикова (1 сентября 2018)
- Александр Гудков (16 сентября 2018, совместно с Натали Ведой)
- Александр Ревва (23 октября 2018)
- Денис Клявер (29 ноября 2018, совместно с Натали Ведой)

## Рекорды игры
- 30 июня 2018 года прошла первая в истории Клевера специальная игра «До одного игрока», победителем стал житель Новосибирска Яков Шерешевский, получивший 100 000₽.
- В специальной игре от 4 июля 2018 года самый минимальный выигрыш (1 рубль) получило максимальное количество победителей: 82 600 человек.
- 13 июля 2018 года совместно с AliExpress был разыгран самый большой призовой фонд в истории Клевера — 1 000 000₽, и победителями стали 50 игроков, получившие по 20 000₽.
- 12 октября 2018 года победителями стали 15 717 игроков, получившие по 3₽, что является рекордом по количеству победителей в рядовых играх. Это было связано с техническим сбоем из-за некорректной формулировки 10-го вопроса, в результате чего игра была переиграна с тем же пакетом вопросов.

## Факты
- Менее чем за три недели приложение скачали 1,5 млн человек[4].
- Вопрос, правильный ответ на который дало существенно меньшее количество игроков, обозначается ведущим как «Жёсткий вопрос».
- Онлайн-викторину «Клевер» разработал 16-летний программист «ВКонтакте» Сева Жидков вместе с коллегами[5].
- За «креативное наполнение» игры взялась команда «Вечернего Урганта»[5].